# حياة الشعب (صحيفة)

عدد 19 أيار 1950 من حياة الشعب

حياة الشعب كانت صحيفة أسبوعية باللغة العربية أصدرها الحزب الشيوعي المغربي في الفترة من 1945 إلى 1956. نشر الصحيفة علي يعتة. صدر العدد الأول في أيار 1945. نُشرت الصحيفة سِرًّا (كان الحزب الشيوعي محظورًا في ذلك الوقت)، وطُبعت على ورق الطباعة.